# Alphonse Daudet
 Der er for få eller ingen kildehenvisninger i denne artikel, hvilket er et problem. Du kan hjælpe ved at angive troværdige kilder til de påstande, som fremføres i artiklen.

Alphonse Daudet (født 13. maj 1840, død 16. december 1897) var en fransk forfatter.

## Liv
Daudet blev født i Nîmes, Frankrig. Hans familie tilhørte på begge sider borgerskabet. Hans far, Vincent Daudet, var silkefabrikant og blev forfulgt gennem livet af ulykke og fiasko. Alphonse havde under meget pjækkeri en deprimerende drengetid. I 1856 forlod han Lyon, hvor hans skoletid hovedsagelig havde været tilbragt, og begyndte sin karriere som skolelærer i Alès, Gard, i Sydfrankrig. Stillingen viste sig at være utålelig, og Daudet sagde senere, at han i flere måneder efter at have forladt Alès vågnede i rædsel og troede, at han stadig var blandt sine uregerlige elever. Disse oplevelser og andre blev afspejlet i hans roman Le Petit Chose.
Den 1. november 1857 opgav han undervisningen og søgte tilflugt hos sin bror Ernest Daudet, der var omkring tre år ældre end han, og forsøgte at tjene til livets ophold som journalist i Paris. Alphonse begyndte at skrive, og hans digte blev samlet i et lille bind, Les Amoureuses (1858), som fik en pæn modtagelse. Han fik ansættelse på Le Figaro, skrevet par skuespil og begyndte at blive anerkendt i litterære kredse som et lovende talent.
I 1866 udkom Daudets Lettres de mon moulin (Breve fra min mølle), der er en række stemningsmættede historier fra Provence. Den første af hans længere bøger, Le Petit Chose (1868), vakte ikke opsigt i den brede befolkning. Det er i hovedsagen historien om hans egne tidligere år fortalt med megen ynde og patos. I 1872 udgav han den humoristiske roman Aventures prodigieuses de Tartarin de Tarascon.
Jack, en roman om et uægte barn, der er offer for sin mors egoisme, fulgte i 1876. Herefter havde han slået sit navn fast som en succesfuld forfatter og fortsatte karrieren med fortrinsvis at skrive romaner: Le Nabab (1877), Les Rois en exil (1879), Numa Roumestan (1881), Sapho (1884), L'Immortel (1888).
Daudet led som en række andre store forfattere i tiden af syfilis. Han blev  smittet  allerede I teenageårene, men sygdommen lå i dvale, indtil han var i midten af 40'erne. Her begyndte syfilissen at komme til udtryk som til tabes dorsalis, rygmarvstæring, der resulterer i gangbesvær, koordinationsproblemer og voldsomt stærke smerter. I årene 1885-95 registrerede han i notatform sygdommens udvikling og smertens mange former, ligesom han beskrev de forskellige frugtesløse behandlingsformer, han lod sig underkaste. Han havde til hensigt at bearbejde notaterne til en bog om smerten, men projektet blev aldrig realiseret. Optegnelserne, som han gav titlen La Doulou (provencalsk for La Douleur, Smerten), blev først udgivet i 1930. I eftertiden er det kommet til at stå som et af hans stærkeste og mest læste skrifter.

## Værker
- Les Amoureuses (1858)
- Le Petit Chose (1868) (Det lille Pus, 1869)
- Lettres de Mon Moulin (1869) (Breve fra min Mølle, 1946)
- Tartarin de Tarascon (1872) (Helten fra Tarascon, 1886)
- L'Arlésienne (1872)
- Contes du Lundi (1873) (Fortællinger og Skitser, 1877)
- Les Femmes d'Artistes (1874)
- Robert Helmont (1873)
- Fromont jeune et Risler aîné (1874)
- Jack (1876).
- Le Nabab (1877)
- Les Rois en Exil (1879)
- Numa Roumestan (1880)
- L'Evangéliste (1883)
- Sapho (1884) (Sapho, 1884)
- Tartarin sur les Alpes (1885) (Tarascon på Alperne, 1886)
- La Belle Nivernaise (1886).
- L'Immortel (1888).
- Port-Tarascon (1890)
- Rose og Ninette (1892)
- Batisto Bonnet (1894)
- La Doulou (1930) (I smertens rige. Oversættelse og forord ved Jens Eichler Lorenzen. Forlaget mellemgaard, 2022)